# PhpStorm
JetBrains PhpStorm — комерційне крос-платформове інтегроване середовище розробки для PHP, яке розробляється компанією JetBrains (чеська за реєстрацією) на основі платформи IntelliJ IDEA.
PhpStorm являє собою інтелектуальний редактор для PHP, HTML і JavaScript з можливостями аналізу коду на льоту, запобігання помилок у сирцевому коді і автоматизованими засобами рефакторинга для PHP і JavaScript. Автодоповнення коду в PhpStorm підтримує специфікацію PHP 5.3/5.4/5.5/5.6/7.0/7.1 (сучасні і традиційні проекти), включаючи генератори, співпрограми, простори імен, замикання, типажі і синтаксис коротких масивів. Присутній повноцінний SQL-редактор з можливістю редагування отриманих результатів запитів.
PhpStorm розроблений на основі платформи IntelliJ IDEA, написаної на Java. Користувачі можуть розширити функціональність середовища розробки за рахунок установки плаґінів, розроблених для платформи IntelliJ, або написавши власні плаґіни.
Вся функціональність WebStorm включена в PhpStorm.

## Основні можливості

### Редактор коду PHP
PhpStorm надає багатий і інтелектуальний редактор коду для PHP з підсвіткою синтаксису, розширеною конфігурацією форматування коду, перевіркою на наявність помилок на льоту і розумним автодоповненням.
- Підтримка PHP 5.3, 5.4 та 5.5, включаючи генератори, співпрограми, простори імен, замикання, типажі, синтаксис коротких масивів, доступ до члена класу при інстанціюванні, розіменування масиву при виклику функції, бінарні літерали, вираження в статичних виклики тощо. PhpStorm може використовуватися як для сучасних, так і для традиційних проектів на PHP.
- Автодоповнення коду фіналізують класи, методи, імена змінних, ключові слова PHP, а також широко використовувані імена полів і змінних залежно від їхнього типу.
- Підтримка стандартів оформлення коду (PSR1/PSR2, Drupal, Symfony2, Zend).
- Підтримка PHPDoc. PhpStorm надає відповідне автодоповнення коду, засноване на анотаціях @property, @method і @var.
- Детектор дубльованого коду.
- PHP Code Sniffer (phpcs), котрий перевіряє код на льоту
- Рефакторинги (перейменування, введення змінної/константи/поля, вбудовування змінної).
- Підтримка редагування шаблонів Smarty (підсвічування синтаксичних помилок, автодоповнення функцій і атрибутів Smarty, автоматична вставка парних дужок, лапок і закриваючих тегів тощо)
- MVC подання для фреймворків Symfony2 і Yii
- Розпізнавання коду, запакованого в PHAR-архіви.

### Середовище розробки
- Підтримка SQL і баз даних (Рефакторинг схеми бази даних, генерація скриптів міграції схеми, експорт результатів виконання запиту у файл або буфер обміну, редагування збережених процедур і багато іншого.
- Віддалене розгортання додатків і автоматична синхронізація з використанням FTP, SFTP, FTPS та інших протоколів.
- Інтеграція з системами управління версіями (Git — включаючи спеціальний функціонал для роботи з GitHub, Subversion, Mercurial, Perforce, CVS, TFS), що дозволяє робити багато дій, наприклад commit, merge, diff та інші, прямо з PhpStorm.
- Локальна історія (Local History) (локально відстежує будь-які зміни в коді).
- PHP UML (Діаграми класів UML для PHP коду з рефакторингом, що викликаються прямо з діаграми).
- Підтримка Phing (надає автодоповнення, перевірку стандартних тегів, властивостей, імен цілей, значень атрибутів шляху в компонувальних файлах (build files).
- Інтеграція з системами відстеження помилок
- Підтримка Vagrant, SSH консолі і віддалених інструментів
- Підтримка Google App Engine For PHP
- PhpStorm також дозволяє різні поєднання клавіш для підвищення ефективності.[2]

### Зневадження і тестування
- Легко конфігурований візуальний зневаджувач (Xdebug, Zend Debugger) для перевірки відповідних контексту локальних змінних і заданих користувачем об'єктів стеження, у тому числі масивів і складних об'єктів, а також редагування значень на льоту.
- Інтеграція з профілювальником: скрипти можна профілювати прямо з PhpStorm за допомогою Xdebug або Zend Debugger. Доступний агрегований звіт; користувач може перейти від статистики виконання прямо до функції в PHP коді.
- Інтеграція з фреймворком модульного тестування PHPUnit (тести PHPUnit можна розробляти в PhpStorm і відразу запускати з директорії, файлу або класу за допомогою контекстного меню) з покриттям коду (code coverage)

### Робота з JavaScript, CSS і HTML
- (Вся функціональність, доступна в WebStorm, включена в PhpStorm)
- Автодоповнення коду для JavaScript, HTML і CSS (для тегів, ключових слів, міток, змінних, параметрів і функцій).
- Підтримка HTML5
- Live Edit: зміни в коді можна миттєво переглянути в браузері без перезавантаження сторінки
- Підтримка CSS/SASS/SCSS/LESS (автодоповнення коду, підсвічування помилок, валідація тощо)
- Навігація по коду і пошук використань (перейти до оголошення / ідентифікатора, знайти використання)
- Підтримка ECMAScript Harmony
- Рефакторинг для JavaScript (перейменування, виділення змінної / функції, вбудовування змінної / функції, переміщення / копіювання, безпечне вилучення, витяг вбудованого скрипту в окремий файл)
- Зневаджувач JavaScript, а також інтеграція з фреймворками модульного тестування JavaScript
- Emmet (програмне забезпечення)[en][3]

## Підтримка PHP в IntelliJ IDEA
JetBrains також надає інше, потужніше інтегроване середовище розробки — IntelliJ IDEA, де функціональність PhpStorm можна забезпечити за допомогою плаґінів.

## Ліцензування та оновлення
Ліцензія на PhpStorm постійна і включає один рік безплатних оновлень (з дати покупки), у тому числі перехід з поточної мажорної версії на нову.
Доступні такі види ліцензій на PhpStorm:
- Персональна ліцензія (платна, для індивідуальних розробників)
- Комерційна ліцензія (платна, для компаній і організацій)
- Академічна ліцензія (платна, для студентів і викладачів)
- Ліцензія для освітніх установ (безоплатна)
- Ліцензія для відкритих проектів (безплатна)
- Ранній доступ, безкоштовний для нових версій, однак ці версії можуть працювати нестабільно